# Leskovica (Gorenja vas – Poljane, Slovenija)
Leskovica je naselje u slovenskoj Općini Gorenjoj vasi - Poljane. Leskovica se nalazi u pokrajini Gorenjskoj i statističkoj regiji Gorenjskoj. 

## Stanovništvo
Prema popisu stanovništva iz 2002. godine naselje je imalo 109 stanovnika.